# Liste der Biografien/Mura
Liste der Biografien |
Portal Biografien |
Personensuche
# |
A |
B |
C |
D |
E |
F |
G |
H |
I |
J |
K |
L |
M |
N |
O |
P |
Q |
R |
S |
T |
U |
V |
W |
X |
Y |
Z |
?
 
Ma |
Mb |
Mc |
Md |
Me |
Mf |
Mg |
Mh |
Mi |
Mj |
Mk |
Ml |
Mm |
Mn |
Mo |
Mp |
Mq |
Mr |
Ms |
Mt |
Mu |
Mv |
Mw |
Mx |
My |
Mz
 
Mua |
Mub |
Muc |
Mud |
Mue |
Muf |
Mug |
Muh |
Mui |
Muj |
Muk |
Mul |
Mum |
Mun |
Muo |
Mup |
Muq |
Mur |
Mus |
Mut |
Muu |
Muv |
Muw |
Mux |
Muy |
Muz
 
Mura |
Murb |
Murc |
Murd |
Mure |
Murf |
Murg |
Murh |
Muri |
Murj |
Murk |
Murl |
Murm |
Murn |
Muro |
Murp |
Murr |
Murs |
Murt |
Muru |
Murv |
Murw |
Mury |
Murz
Die Liste der Biografien führt alle Personen auf, die in der deutschsprachigen Wikipedia einen Artikel haben. Dieses ist eine Teilliste mit 328 Einträgen von Personen, deren Namen mit den Buchstaben „Mura“ beginnt.

## Mura
- Mura Masa (* 1996), britischer Musikproduzent
- Mura, Antonio (* 1952), italienischer Geistlicher, römisch-katholischer Bischof von Nuoro und Lanusei
- Mura, Takahito (* 1991), japanischer Eiskunstläufer

### Murab
- Murabit al-Hajj (1913–2018), mauretanischer Gelehrter und Asket der malikitischen Rechtsschule
- Murabito, Valentina (* 1981), italienische Künstlerin

### Murac
- Muraca, Barbara (* 1971), italienische Philosophin und Hochschullehrerin
- Muraccioli, Pierre Antoine (* 1944), französischer Sänger
- Murach, Andreas Georg von († 1585), Landmarschall der Oberpfalz
- Murach, Christoph Gottfried von (1656–1702), Pfleger von Obermurach
- Murach, Franz Anton Christoph von, Kommandant der Festung Ehrenbreitstein
- Murach, Heinz (1926–2007), deutscher Fußballtrainer
- Murach, Michael (1911–1941), deutscher Boxer
- Murach, Thomas Philipp von († 1584), deutscher Adeliger, Herr der Hofmark Niedermurach
- Muraco, Don (* 1949), US-amerikanischer WrestlerDon Muraco (* 1949)

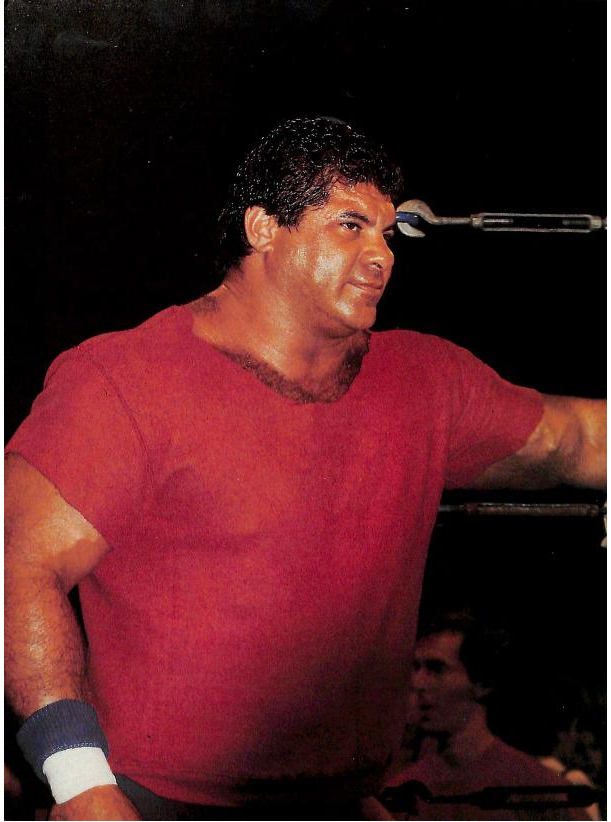
Don Muraco (* 1949)

### Murad
- Murad, Sängersklavin
- Murad Abu Murad (1978–2023), palästinensischer Kommandeur und Leiter der Luftoperationen der Hamas
- Murad Bakhsh (1624–1661), Großmogul von Indien
- Murad Bey Muhammad (1750–1801), Bey der Mamluken in Ägypten
- Murad Giray (1627–1696), Khan des Krimkhanats (1678 bis 1683)
- Murad I. († 1389), Sultan des Osmanischen Reiches (1359–1389)
- Murad II. (1404–1451), osmanischer SultanMurad II. (1404–1451)

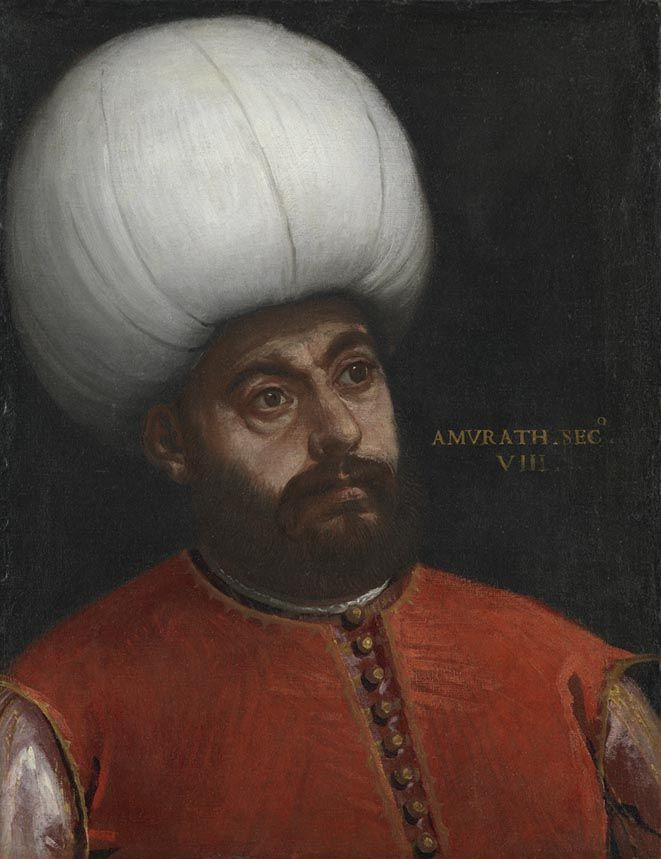
Murad II. (1404–1451)

- Murad III. (1546–1595), Sultan des Osmanischen Reiches (1574–1595)
- Murad IV. (1612–1640), Sultan des Osmanischen Reiches (1623–1640)
- Murad V. (1840–1904), Sultan des Osmanischen Reiches (1876)
- Murad von Sebasteia (1874–1918), armenischer Fedayi
- Murad, Bashar (* 1993), palästinensischer Sänger und LGBT-Aktivist
- Murad, Dashni (* 1986), kurdisch-niederländische Sängerin
- Murad, Ferid (1936–2023), US-amerikanischer Mediziner und Nobelpreisträger für Medizin
- Murad, Jerry (1918–1996), US-amerikanischer Mundharmonikaspieler
- Murad, Khurram (1932–1996), pakistanischer Schriftsteller
- Murad, Lloyd (* 1933), venezolanischer Leichtathlet
- Murad, Murad Ali, afghanischer General
- Murad, Nadia (* 1993), jesidische MenschenrechtsaktivistinNadia Murad (* 1993)

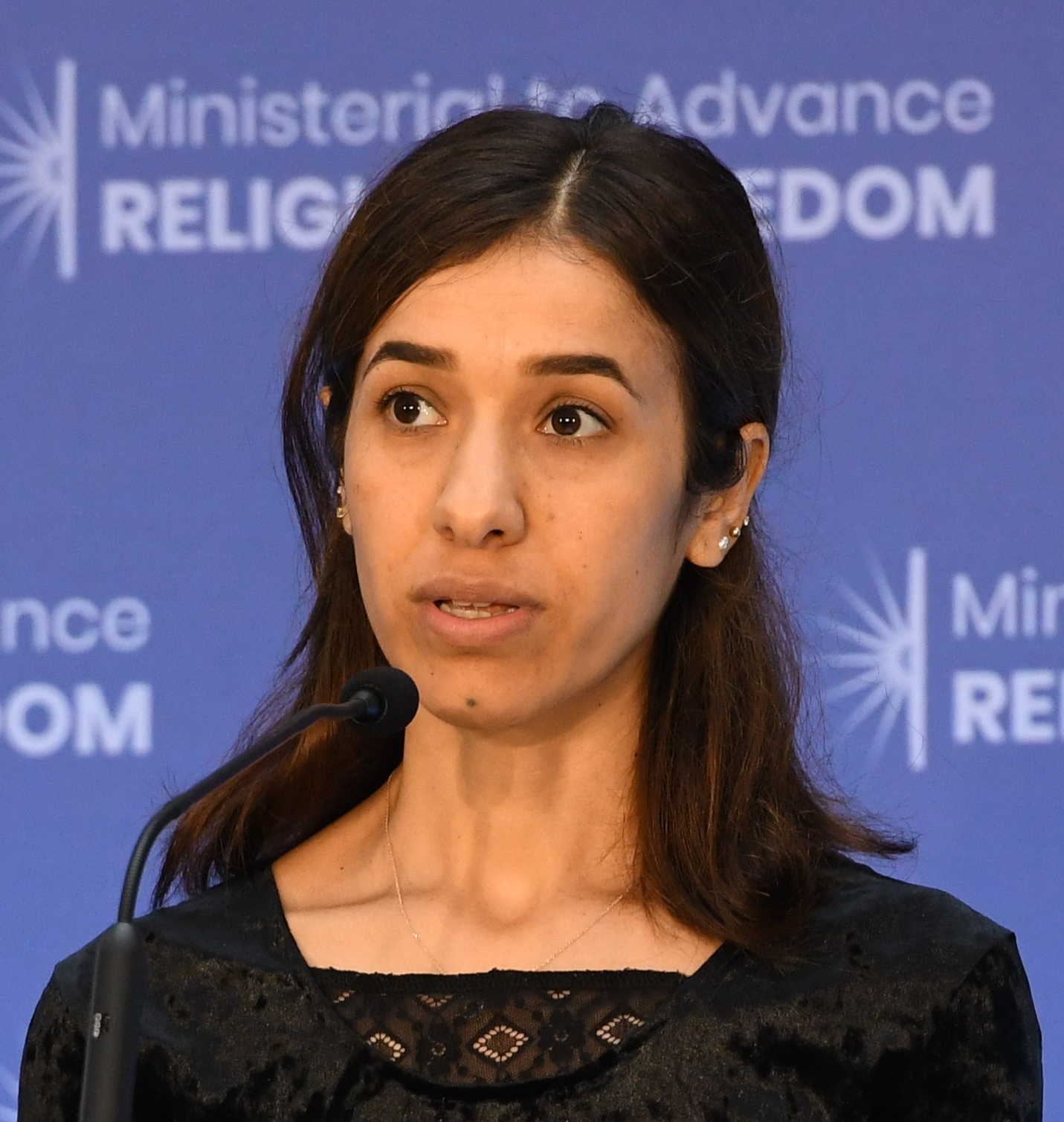
Nadia Murad (* 1993)

- Murad-Michalkowski, Gabriele (1877–1963), österreichische Malerin und Grafikerin
- Murada, Ivan (* 1965), italienischer Skibergsteiger
- Muradeli, Wano Iljitsch (1908–1970), georgisch-sowjetischer Komponist
- Muradian, Zarui (* 1939), rumänische Zoologin
- Muradjan, Rudolf Muradowitsch (* 1936), armenisch-sowjetischer Physiker und Hochschullehrer
- Muradov, Mahmud (* 1990), usbekischer Mixed-Martial-Arts-Kämpfer
- Muradova, Ogulsapar (1948–2006), turkmenische Menschenrechtsaktivistin und Journalistin
- Muradow, Assen (* 1991), bulgarischer Gewichtheber
- Muradow, Rustam Usmanowitsch (* 1973), russischer Generaloberst
- Muradow, Schirwani Gadschikurbanowitsch (* 1985), russischer Ringer

### Murag
- Muraga, Julia Mumbi (* 1985), kenianische Marathonläuferin
- Muragaki, Norimasa (1813–1880), japanischer Beamter, aktiv in der Außenpolitik
- Muraglia, Giuseppe (* 1979), italienischer Radrennfahrer

### Murai
- Murai, Hideo (1958–1995), japanischer Physiker, Sektenmitglied und Terrorist
- Murai, Hiro (* 1983), japanisch-amerikanischer Filmemacher
- Murai, Jin (* 1937), japanischer Politiker
- Murai, Jun (* 1955), japanischer Mathematiker, Informatiker und Hochschullehrer
- Murai, Masanari (1905–1999), japanischer Maler und Graphiker der Yōga-Richtung
- Murai, Seita (* 2000), japanischer Fußballspieler
- Murai, Shinji (* 1979), japanischer Fußballspieler
- Murai, Yoshihiro (* 1960), japanischer Politiker
- Murail, Marie-Aude (* 1954), französische SchriftstellerinMarie-Aude Murail (* 1954)

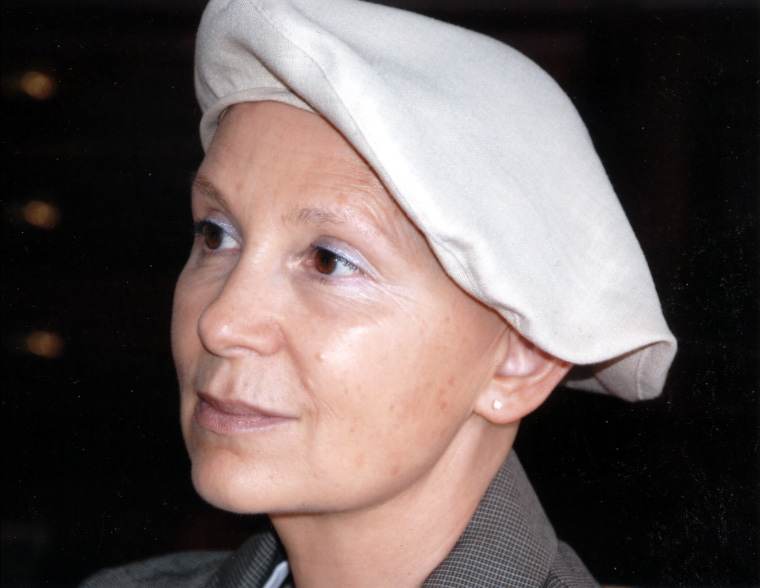
Marie-Aude Murail (* 1954)

- Murail, Tristan (* 1947), französischer Komponist
- Muraire, Honoré (1750–1837), französischer Jurist und Politiker

### Muraj
- Murajew, Jewhenij (* 1976), ukrainischer Politiker und Medienunternehmer
- Muraji, Kaori (* 1978), japanische Gitarristin
- Muraji, Sōichi (* 1982), japanischer Gitarrist

### Murak
- Murakami (926–967), 62. Tennō von Japan (946–967)
- Murakami, Akemi (* 1983), japanische Pianistin
- Murakami, Daisuke (* 1983), japanischer Snowboarder
- Murakami, Fumiyuki (* 1985), japanischer Snowboarder
- Murakami, Genzō (1910–2006), japanischer Schriftsteller
- Murakami, Haruki (* 1949), japanischer AutorHaruki Murakami (* 1949)

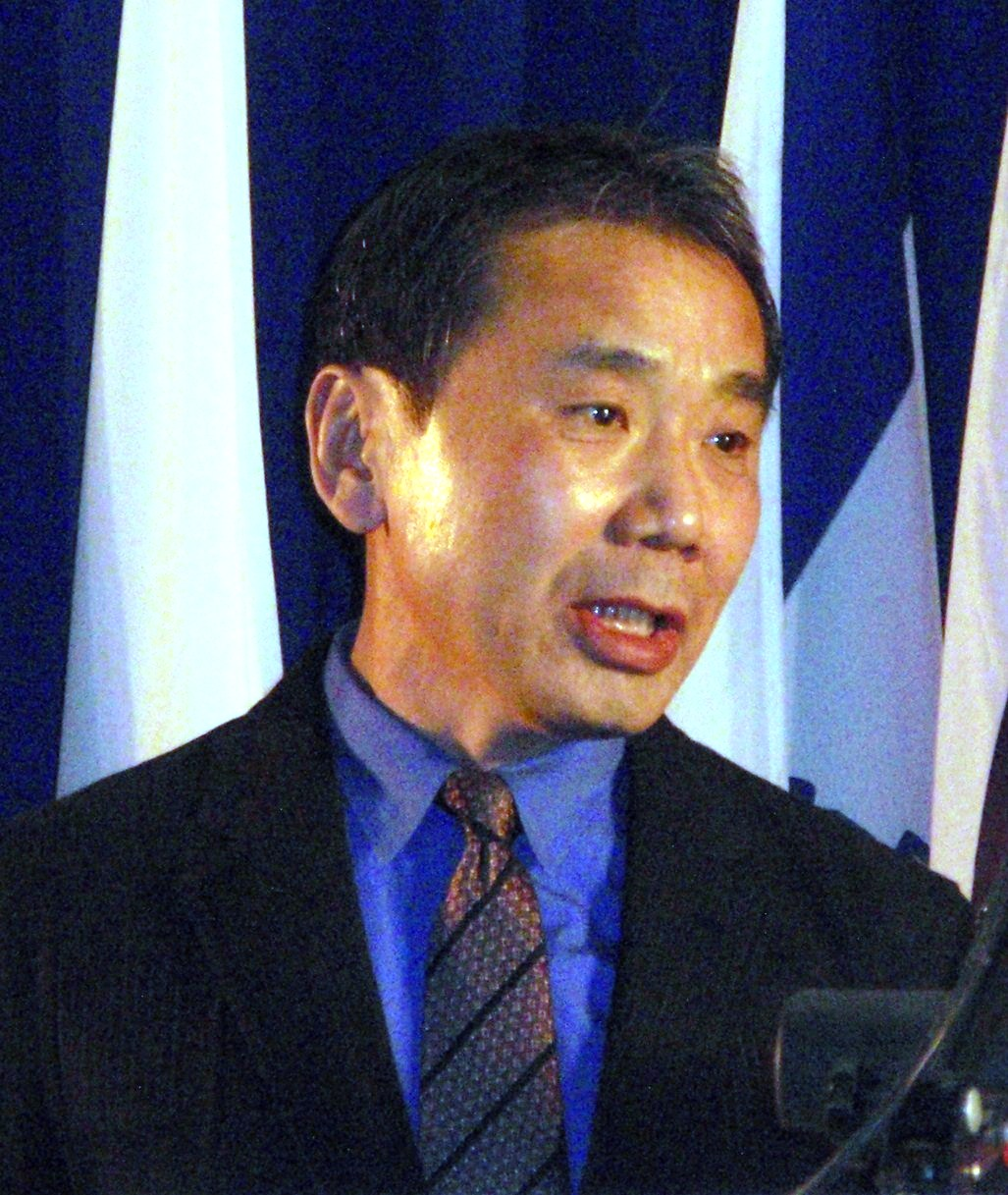
Haruki Murakami (* 1949)

- Murakami, Harutarō (1872–1947), japanischer Astronom und Physiker
- Murakami, Haruto (* 2002), japanischer Fußballspieler
- Murakami, Hiroshi (* 1948), japanischer Jazzmusiker
- Murakami, James J. (1931–2022), Szenenbildner, Requisiteur und Artdirector
- Murakami, Jimmy T. (1933–2014), US-amerikanischer Animator, Filmregisseur, Filmproduzent und Drehbuchautor
- Murakami, Jumpei (* 1985), japanischer Straßenradrennfahrer
- Murakami, Kagaku (1888–1939), japanischer Maler
- Murakami, Kakuichi (1862–1927), japanischer Admiral und Politiker
- Murakami, Kanako (* 1994), japanische Eiskunstläuferin
- Murakami, Kazuhiro (* 1981), japanischer Fußballspieler
- Murakami, Kazuki (* 1987), japanischer Fußballspieler
- Murakami, Kazuo (1936–2021), japanischer Genetiker
- Murakami, Keishi (* 2002), japanischer Fußballspieler
- Murakami, Kijō (1865–1938), japanischer Lyriker
- Murakami, Mai (* 1996), japanische Kunstturnerin
- Murakami, Maki, japanische Manga-Zeichnerin
- Murakami, Masaaki (* 1992), japanischer Fußballspieler
- Murakami, Masanori (* 1944), japanischer Baseballspieler
- Murakami, Megumi (* 1985), japanische Beachvolleyballspielerin
- Murakami, Namiroku (1865–1944), japanischer Schriftsteller
- Murakami, Naojirō (1868–1966), japanischer Historiker
- Murakami, Naomi (* 1974), japanische Badmintonspielerin
- Murakami, Norikazu (* 1981), japanischer Fußballspieler
- Murakami, Raika (* 2004), japanische Hammerwerferin
- Murakami, Ryū (* 1952), japanischer AutorRyū Murakami (* 1952)

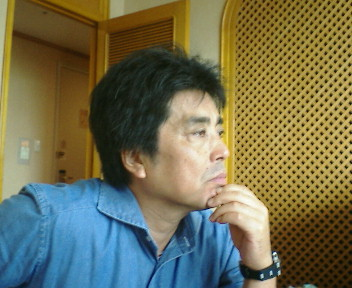
Ryū Murakami (* 1952)

- Murakami, Saburō (1925–1996), japanischer Künstler
- Murakami, Seiichirō (* 1952), japanischer Politiker
- Murakami, Shūichi (1951–2021), japanischer Jazzmusiker
- Murakami, Takashi (* 1962), japanischer KünstlerTakashi Murakami (* 1962)

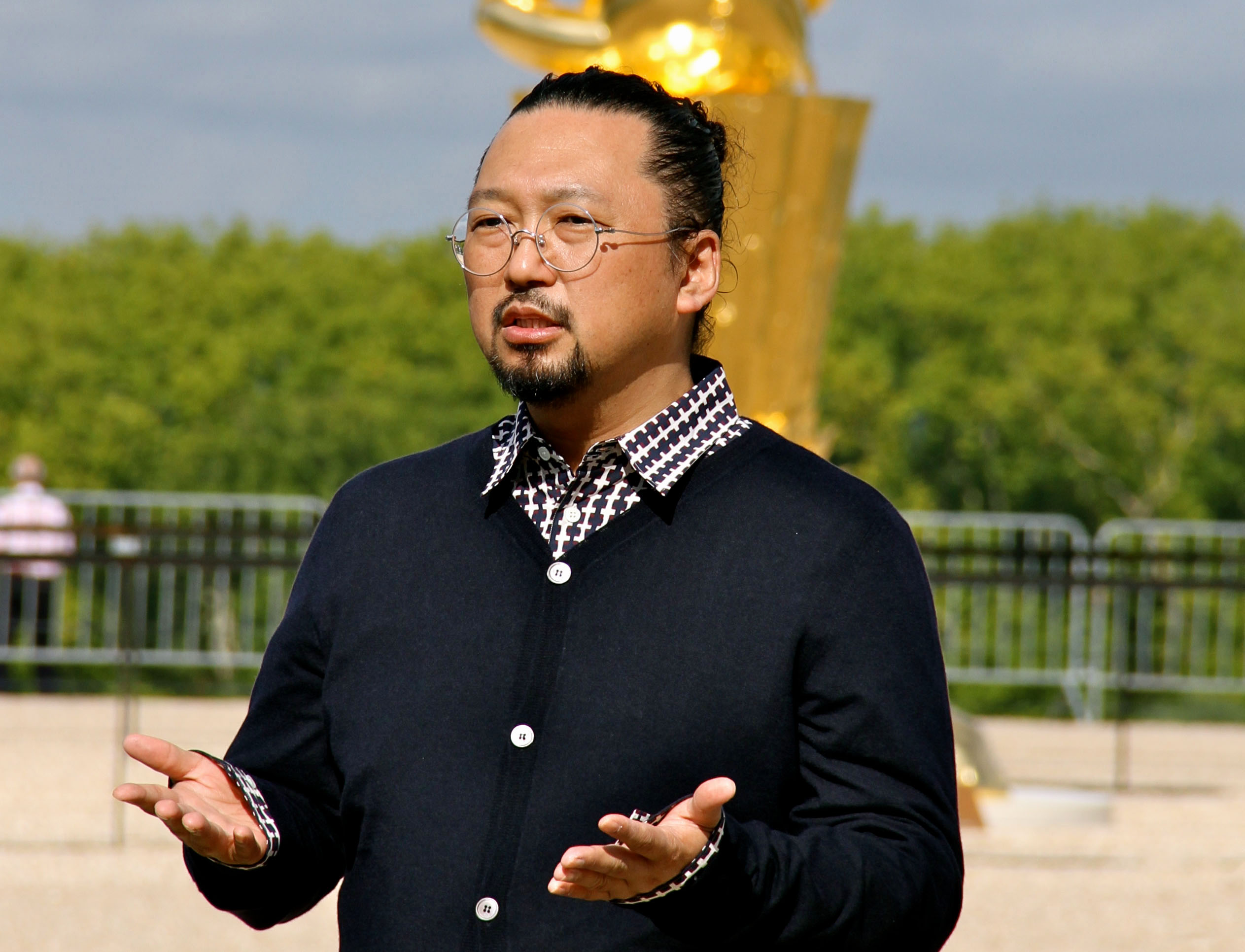
Takashi Murakami (* 1962)

- Murakami, Takejirō (1882–1969), japanischer Metallurg
- Murakami, Takumi (* 1989), japanischer Fußballspieler
- Murakami, Teruo (1938–2013), japanischer Tischtennisspieler
- Murakami, Yosuke (* 2002), japanischer Fußballspieler
- Murakami, Yūhi (* 2000), japanischer Fußballspieler
- Murakami, Yukifumi (* 1979), japanischer Speerwerfer
- Murakami, Yukito (* 2001), japanischer Fußballspieler
- Murakami, Yuma (* 1992), japanischer Eisschnellläufer
- Murakami, Yura (* 2000), japanische Nordische Kombiniererin
- Murakami, Yūsuke (* 1984), japanischer Fußballspieler
- Murakawa, Yasutoshi (* 1971), japanischer Dramaturg
- Murakawa, Yōhei (* 1981), japanischer Kugelstoßer
- Muraki, Maki (* 1974), japanische LGBT-Menschenrechtsaktivistin
- Muraki, Shinobu (1923–1997), japanischer Szenenbildnerin
- Muraki, Yoshirō (1924–2009), japanischer Artdirector, Kostüm- und Szenenbildner
- Murakoshi, Kaiga (* 2001), japanischer Fußballspieler
- Murakoso, Kōhei (1905–1998), japanischer Langstreckenläufer

### Mural
- Muralha, Alex (* 1989), brasilianischer Fußballspieler
- Muralha, Sidónio (1920–1982), portugiesischer Lyriker, Kinderbuchautor und Antifaschist
- Murali, Atharvaa (* 1989), tamilischer SchauspielerAtharvaa Murali (* 1989)

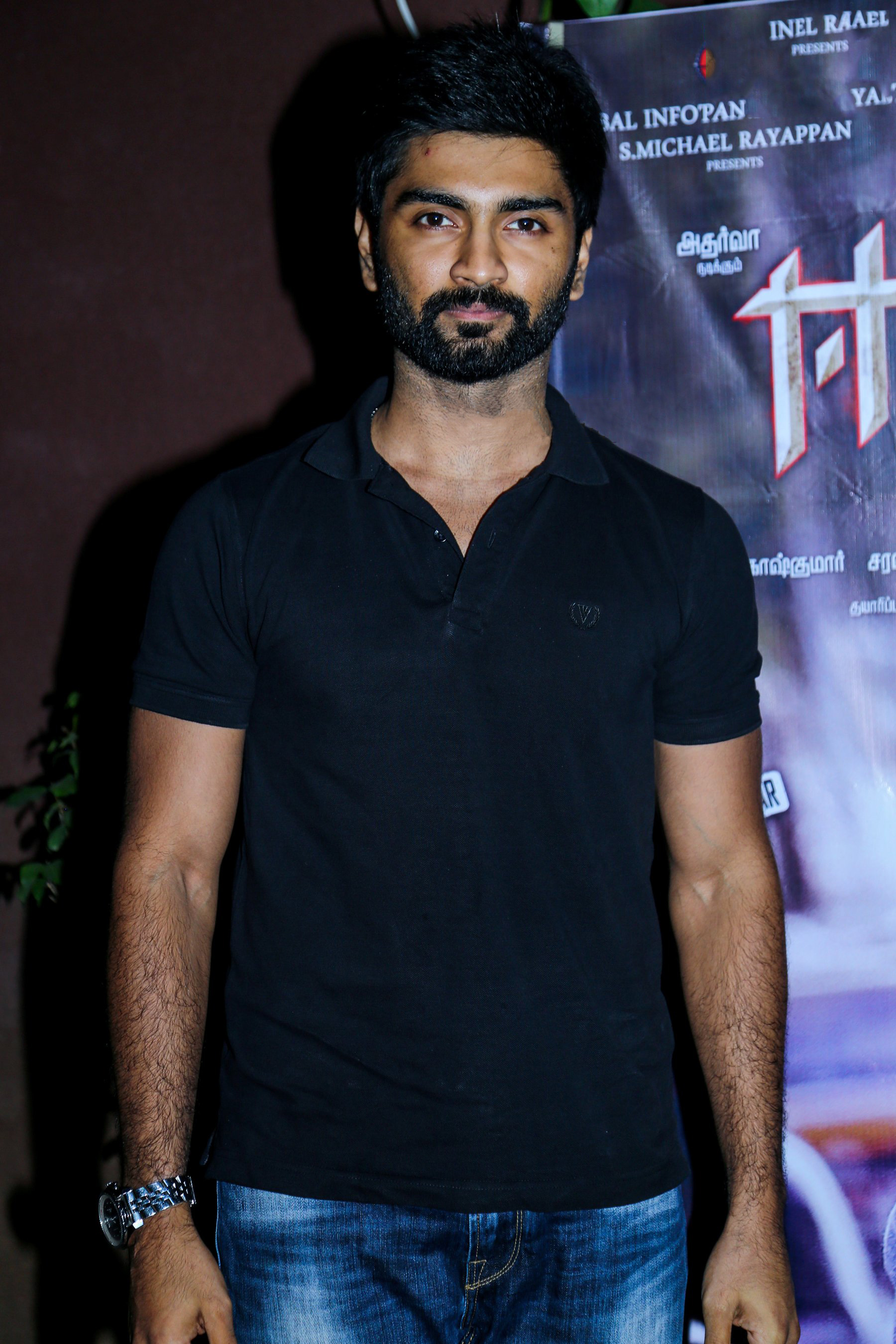
Atharvaa Murali (* 1989)

- Muralijew, Amangeldy (* 1947), kirgisischer Politiker
- Muralitharan, Muttiah (* 1972), sri-lankischer Cricketspieler
- Muralitharan, Thinaah (* 1998), malaysische Badmintonspielerin
- Muralow, Alexander Iwanowitsch (1886–1937), russischer Agrochemiker
- Muralow, Nikolai Iwanowitsch (1877–1937), russischer Revolutionär und Kommandeur der Roten Armee
- Muralt Müller, Hanna (* 1947), Schweizer Beamte
- Muralt, Alexander von (1903–1990), Schweizer Physiker und Mediziner
- Muralt, Beat Ludwig von (1665–1749), Schweizer Schriftsteller und Aufklärer
- Muralt, Eduard von (1808–1895), Schweizer Bibliothekar
- Muralt, Felix von (* 1963), Schweizer Filmemacher
- Muralt, Jared (* 1982), Schweizer Comicautor, Illustrator und Mitbegründer von BlackYard
- Muralt, Johannes von (1645–1733), Schweizer Anatom und Chirurg
- Muralt, Johannes von (1780–1850), Schweizer Pädagoge und reformierter Geistlicher
- Muralt, Johannes von (1877–1947), Schweizer Jurist, Kommandant der Schweizer Armee, ehemaliger Präsident des Schweizerischen Roten Kreuzes (1938–1946)
- Muralt, Leonhard von (1900–1970), Schweizer Historiker
- Muralt, Lily von (1849–1921), Schweizer Autorin von Mädchenliteratur
- Muralt, Martin von (1773–1830), Schweizer Bildhauer
- Muralto, Galeazzo († 1557), Schweizer römisch-katholischer Geistlicher, Priester, Chorherr, Theolog und Erzpriester
- Muralto, Martino de († 1566), Schweizer Adliger, Feudalherr und reformierter Flüchtling in Zürich

### Muram
- Murama, Timo (1912–1981), finnischer Skisportler
- Muramasa, japanischer Schwertschmiedemeister
- Muramatsu, Alejandro (1951–2015), argentinisch-deutscher Physiker
- Muramatsu, Chihiro (* 1998), japanische Tennisspielerin
- Muramatsu, Haruki (* 1977), japanischer Dartspieler
- Muramatsu, Jun (* 1982), japanischer Fußballspieler
- Muramatsu, Kōta (* 1997), japanischer Fußballspieler
- Muramatsu, Osamu (* 1949), japanischer Astronom
- Muramatsu, Shōfu (1889–1961), japanischer Schriftsteller
- Muramatsu, Taisuke (* 1989), japanischer Fußballspieler
- Muramatsu, Takeshi (1929–1994), japanischer Autor, Literaturkritiker und Kenner der französische Literatur
- Muramatsu, Tomoki (* 1990), japanischer Fußballspieler
- Muramatsu, Tomoko (* 1994), japanische Fußballspielerin
- Muramatsu, Tomomi (* 1940), japanischer Schriftsteller, Herausgeber und Essayist
- Muramatsu, Yukinori (* 1969), japanischer Fußballspieler
- Muramatsu, Yūto (* 1996), japanischer Tischtennisspieler
- Murambadoro, Energy (* 1982), simbabwischer Fußballspieler
- Muramoto, Kana (* 1993), japanische Eiskunstläuferin

### Muran
- Muranaka, Mariko (* 1982), japanische Cellistin, Performancekünstlerin und KomponistinMariko Muranaka (* 1982)

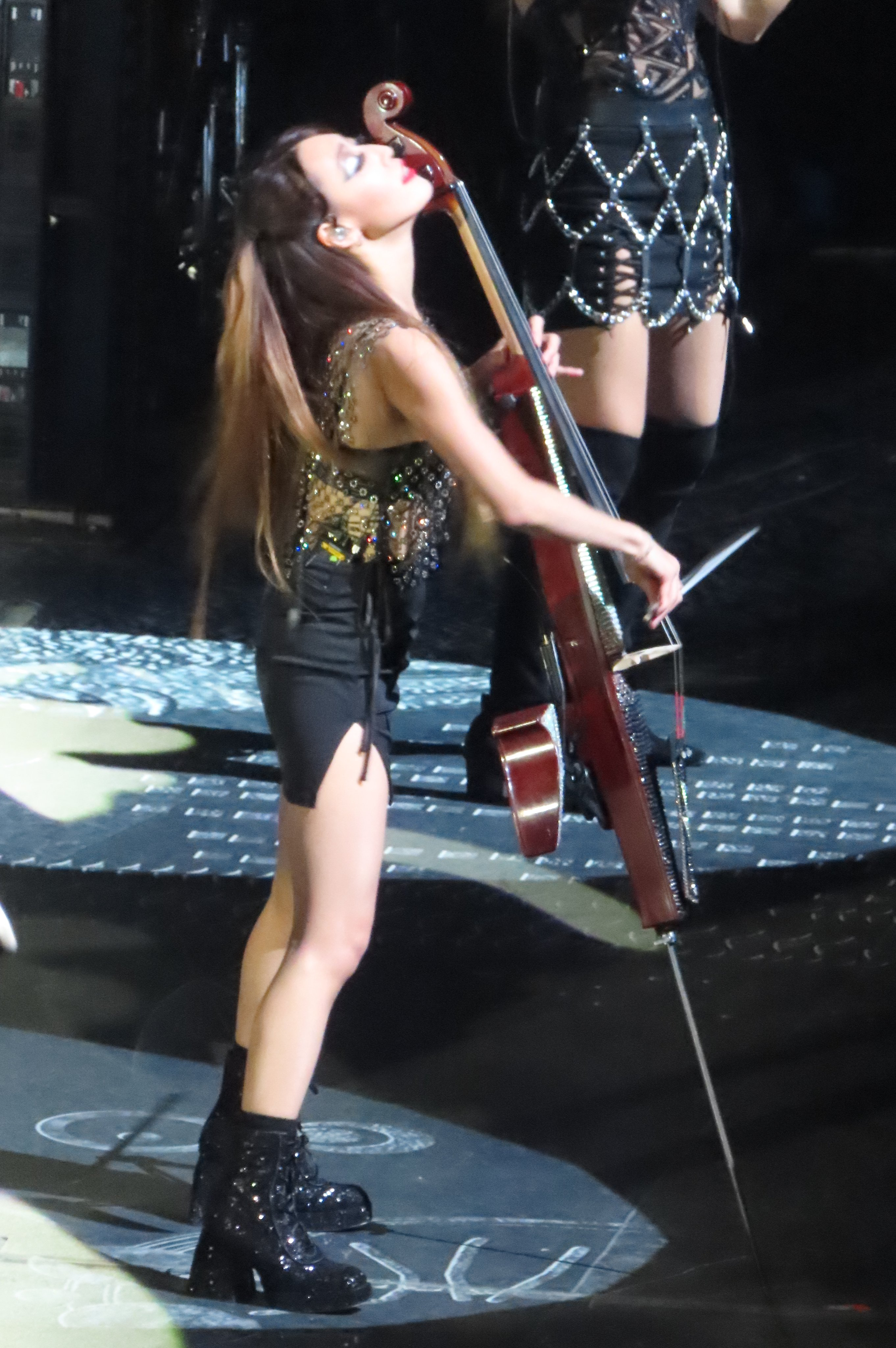
Mariko Muranaka (* 1982)

- Muranaka, Riko (* 1953), japanische Medizinerin und Journalistin
- Muranen, Pirjo (* 1981), finnische Skilangläuferin
- Murangi, Tjipee, namibischer Straßenradrennfahrer
- Murangwa, Yusuf, ruandischer Politiker
- Murańka, Klemens (* 1994), polnischer Skispringer
- Murano, Shirō (1901–1975), japanischer Lyriker
- Murano, Tōgo (1891–1984), japanischer Architekt
- Muranow, Matwei Konstantinowitsch (1873–1959), sowjetischer Politiker, ZK-Sekretär und Mitglied des Obersten Gerichtshofes der UdSSR
- Muranyi, Joe (1928–2012), US-amerikanischer Jazzmusiker und -produzent
- Murányi, Miklós (1943–2025), deutscher Orientalist und Islamwissenschaftler

### Murao
- Murao, Sanshiro (* 2000), japanischer Judoka
- Murao, Tatsuya (* 1988), japanischer Fußballspieler
- Muraoka, Hanako (1893–1968), japanische Schriftstellerin und Übersetzerin
- Muraoka, Hiroto (1931–2017), japanischer Fußballspieler und Journalist
- Muraoka, Iheiji (1867–1943), japanischer Unternehmer im Ausland
- Muraoka, Mie (* 1913), japanische Sprinterin
- Muraoka, Momoka (* 1997), japanische gehbehinderte Skifahrerin, Leichtathletin und Olympiasiegerin
- Muraoka, Takeru (* 1941), japanischer Jazzmusiker
- Muraoka, Takuya (* 1990), japanischer Fußballspieler
- Muraoka, Tsugumasa (* 1972), japanischer Politiker

### Murar
- Murargy, Murade Isaac (* 1946), mosambikanischer Diplomat und Politiker
- Murariu, Andrei (* 1986), rumänischer Schachgroßmeister
- Muraro, Alice (* 2000), italienische Leichtathletin nigerianischer Herkunft
- Muraro, Giuseppe (* 1922), italienischer Skispringer
- Muraro, Luisa (* 1940), italienische Philosophin und Feministin
- Muraro, Roger (* 1959), französischer Pianist und Musikpädagoge

### Muras
- Murasaki Shikibu, Hofdame und Schriftstellerin in JapanMurasaki Shikibu

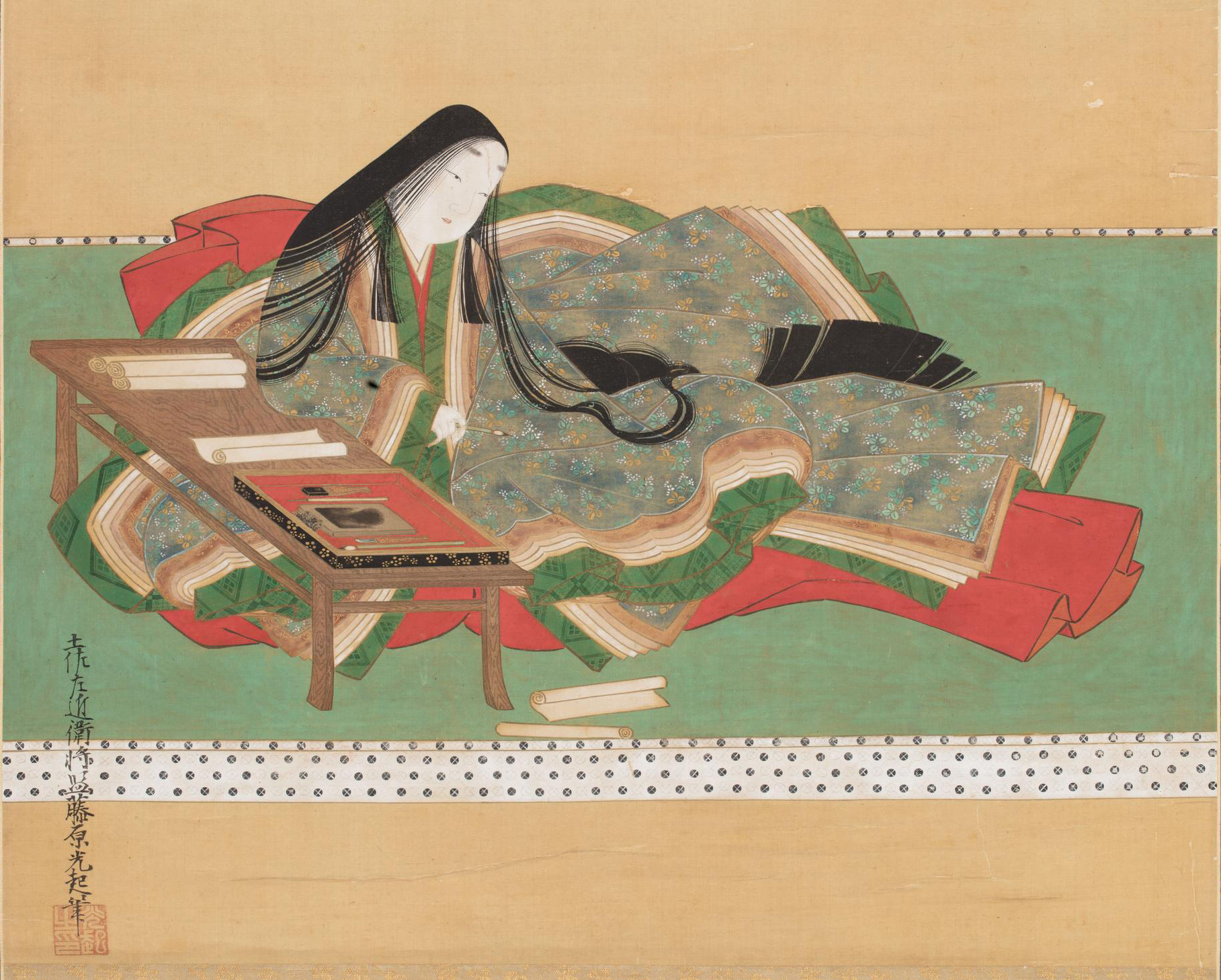
Murasaki Shikibu

- Murasawa, Akinobu (* 1991), japanischer Langstreckenläufer
- Murasca, Yves, deutscher Disc Jockey (DJ) und Musikproduzent
- Muraschkina, Tatjana Iwanowna (* 1957), sowjetische bzw. russische Physikerin und Hochschullehrerin
- Muraschko, Jelena (* 1970), kasachische Biathletin
- Muraschko, Mykola (1844–1909), ukrainischer Maler, Kunstkritiker, Kunsthistoriker und Schulleiter
- Muraschko, Oleksandr (1875–1919), ukrainischer Maler und Pädagoge
- Muraschow, Ruslan Nikolajewitsch (* 1992), russischer Eisschnellläufer
- Muraschowa, Jekaterina Wadimowna (* 1962), sowjetische bzw. russische Schriftstellerin und Familienpsychologin
- Murase, Kazutaka (* 1985), japanischer Fußballspieler
- Murase, Kokomo (* 2004), japanische Snowboarderin
- Murase, Yūta (* 1989), japanischer Fußballspieler
- Murashima, Takumi (* 1995), japanischer Mittelstrecken- und Hindernisläufer
- Murašov, Jurij (* 1952), deutscher Slawist
- Murašova, Galina (* 1955), litauische Diskuswerferin
- Murasugi, Kunio (* 1929), japanischer Mathematiker
- Muraszewska, Dominika (* 1995), polnische Sprinterin

### Murat
- Murat Hinojosa, Alejandro (* 1975), mexikanischer Politiker
- Murat, Antoinette (1793–1847), französische Prinzessin, Fürstin von Hohenzollern-Sigmaringen
- Murat, Bebet (* 1999), chinesischer Fußballspieler
- Murat, Bernard (* 1941), französischer Theaterregisseur, Schauspieler, Drehbuchautor und Synchronsprecher
- Murat, Hadschi († 1852), kaukasischer Freiheitskämpfer in der Zeit der Muridenkriege (1834–1859)
- Murat, Jean (1888–1968), französischer Schauspieler
- Murat, Joachim (1767–1815), König von Neapel und Marschall von FrankreichJoachim Murat (1767–1815)

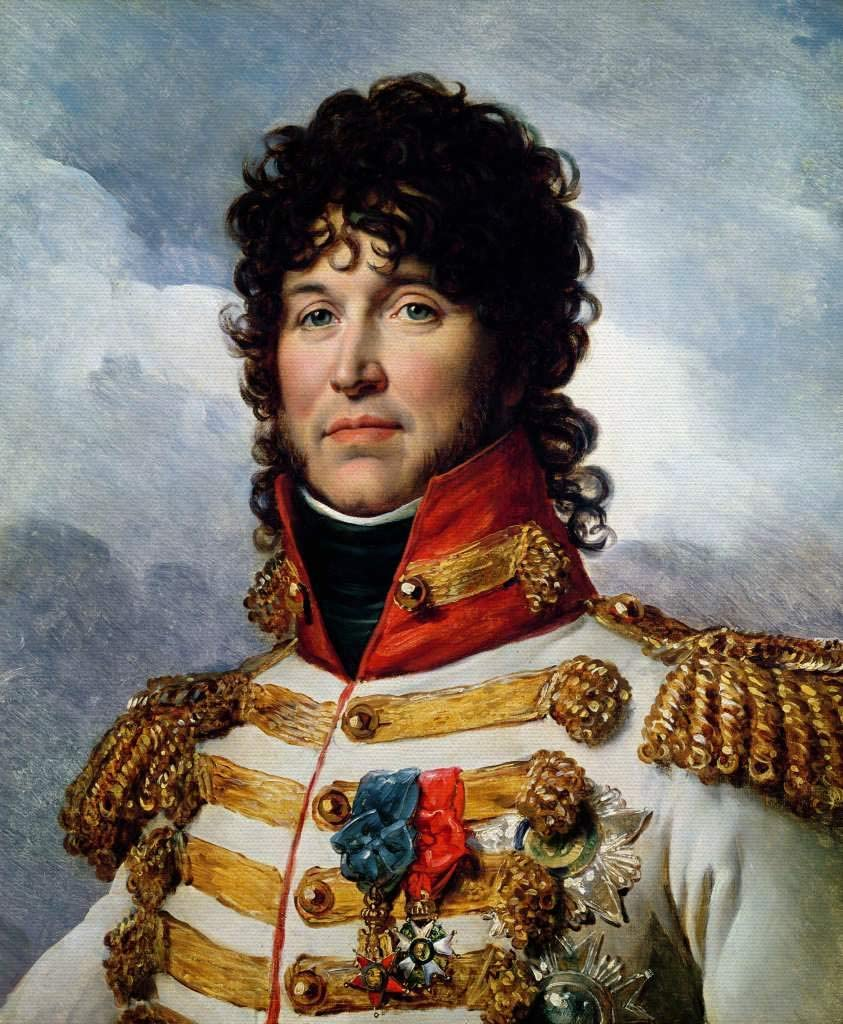
Joachim Murat (1767–1815)

- Murat, Júlia (* 1979), brasilianische Filmemacherin
- Murat, Julio (* 1961), türkischer Geistlicher, Diplomat des Heiligen Stuhls, römisch-katholischer Erzbischof
- Murat, Karo (* 1983), deutscher Boxsportler
- Murat, Letizia (1802–1859), Tochter, kaiserliche und königliche Prinzessin von Frankreich, Prinzessin von Kleve und Berg, Äbtissin von Elten, Prinzessin von Neapel
- Murat, Louis Napoléon (1872–1943), französischer Reiter
- Murat, Luís (1861–1929), brasilianischer Dichter und Journalist
- Murat, Napoléon Achille (1801–1847), Offizier und ältester Sohn von Joachim Murat, dem König von NeapelNapoléon Achille Murat (1801–1847)

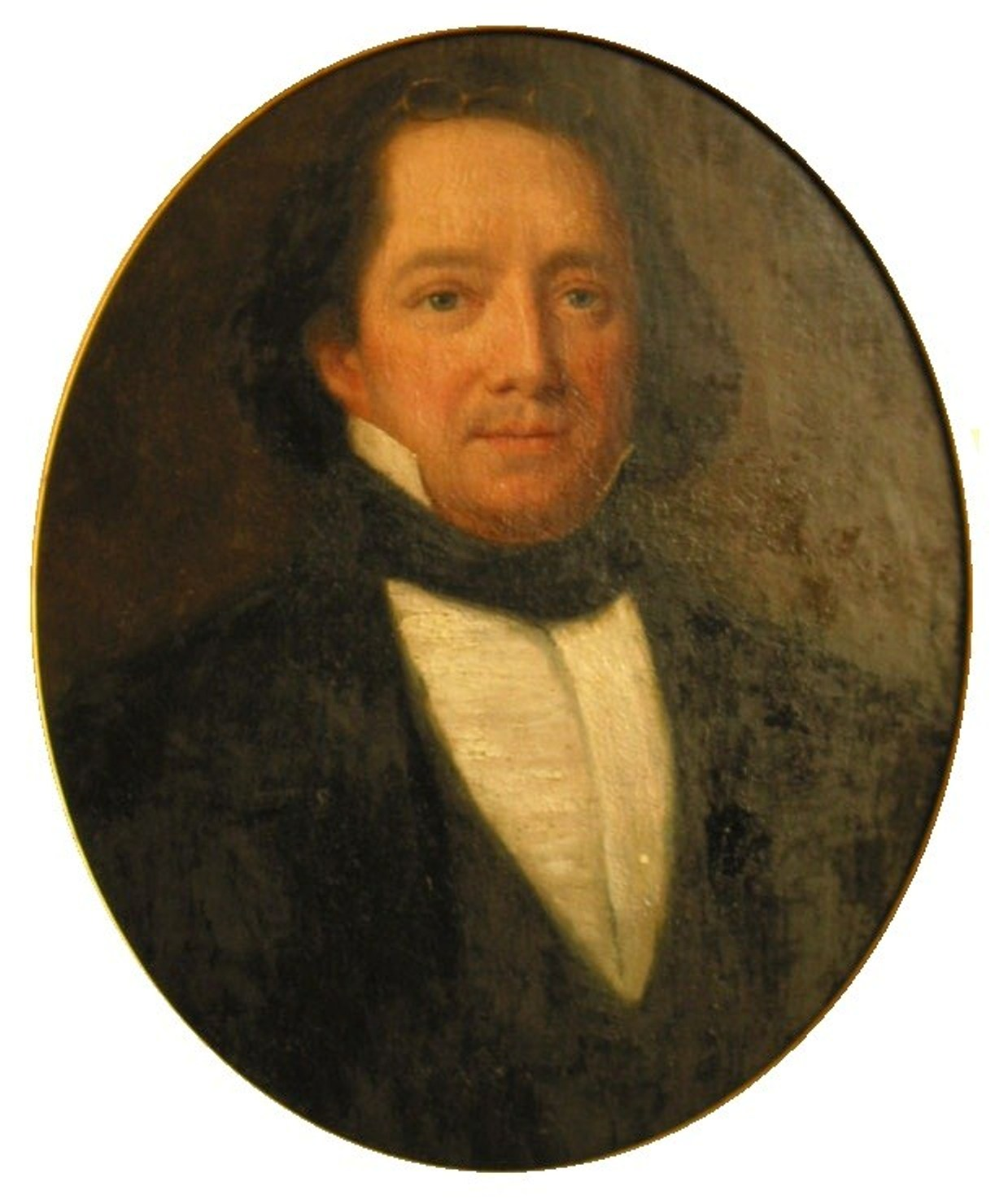
Napoléon Achille Murat (1801–1847)

- Murat, Napoléon Lucien (1803–1878), französischer Politiker
- Murata, Akira (1921–2006), japanischer Unternehmer
- Murata, Arisa (* 1990), japanische Freestyle-Skierin
- Murata, Harumi (1746–1812), japanischer Dichter und Kokogaku-Gelehrter
- Murata, Hiroshi, japanischer Jazzmusiker
- Murata, Kanako (* 1993), japanische Ringerin
- Murata, Kazuhiro (* 1969), japanischer Fußballspieler
- Murata, Kazuya (* 1988), japanischer Fußballspieler
- Murata, Kiyoko (* 1945), japanische Schriftstellerin
- Murata, Kōichi (* 1996), japanischer Fußballspieler
- Murata, Kōkoku (1831–1912), japanischer Maler
- Murata, Makoto (* 1960), japanischer Informatiker
- Murata, Mayu, japanische Mangaka
- Murata, Minoru (1894–1937), japanischer Filmregisseur, Drehbuchverfasser und Schauspieler
- Murata, Norio (* 1976), japanischer Fußballspieler
- Murata, Range (* 1968), japanischer Mangaka und Illustrator
- Murata, Ryōta (* 1986), japanischer Boxer
- Murata, Sayaka (* 1979), japanische SchriftstellerinSayaka Murata (* 1979)

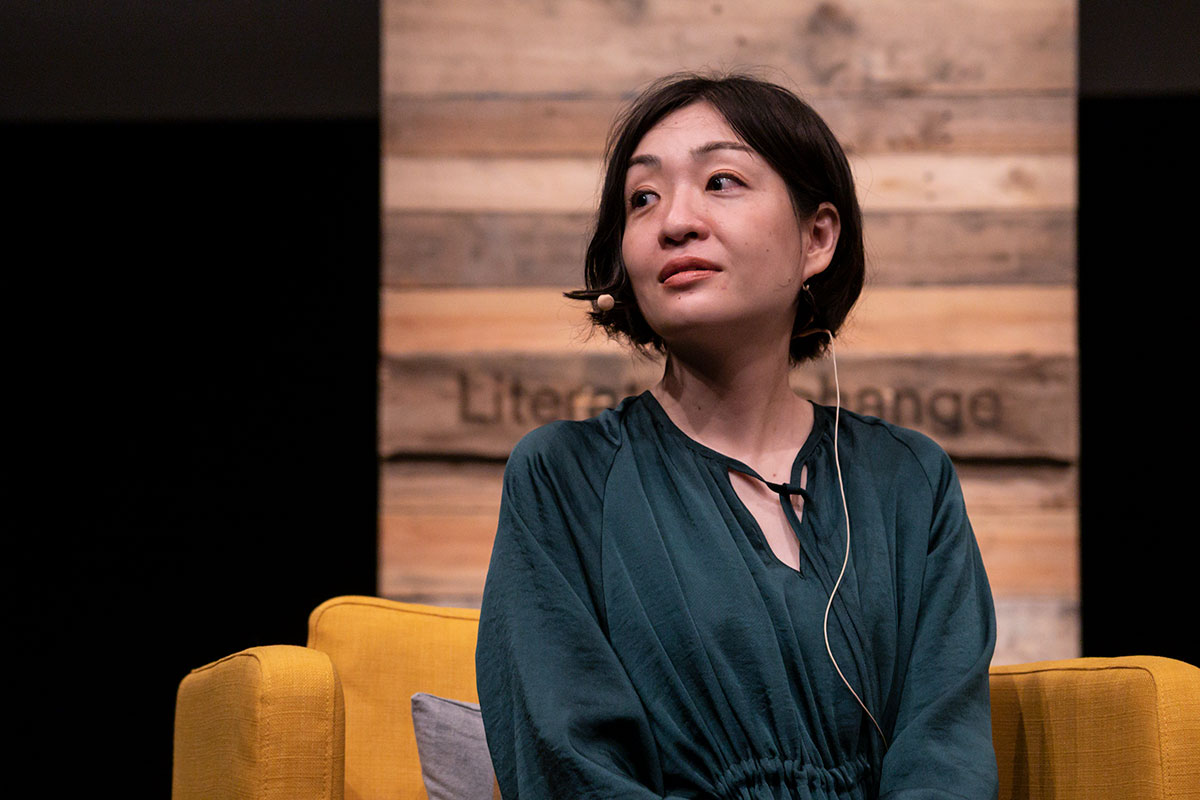
Sayaka Murata (* 1979)

- Murata, Seifū (1783–1855), japanischer Samurai
- Murata, Shō (* 1987), japanischer Fußballspieler
- Murata, Shori (* 1993), japanischer Fußballspieler
- Murata, Shōzō (1878–1957), japanischer Unternehmer und Politiker
- Murata, Shūgyo (1889–1967), japanischer Lyriker
- Murata, Soroku (1927–2020), japanischer Geigenbauer
- Murata, Stephanie (* 1970), US-amerikanische Ringerin
- Murata, Tanryō (1874–1940), japanischer Maler
- Murata, Tatsuya (* 1972), japanischer Fußballspieler
- Murata, Tōma (* 2000), japanischer Fußballspieler
- Murataj, Edon (* 2002), belgischer Fußballspieler
- Muratake, Rachid (* 2002), japanischer Hürdenläufer
- Muratet, Joaquim (* 2003), spanischer Eishockeyspieler
- Murati, Edvin (* 1975), albanischer Fußballspieler
- Murati, Enis (* 1988), österreichischer Basketballspieler kosovarischer Abstammung
- Murati, Eva (* 1995), albanische Schauspielerin, Model und Fernsehmoderatorin
- Murati, Hekuran (* 1987), kosovarischer Politiker
- Muráti, Lili (1914–2003), ungarische Schauspielerin
- Murati, Mira (* 1988), albanische Ingenieurin
- Murati, Regont (* 1996), kosovarisch-neuseeländischer Fußballspieler
- Murato, Giacomo, schweizerisch-österreichischer Hofsteinmetzmeister der Renaissance
- Muraton, Louis (1850–1901), französischer Maler
- Murator, Chunradus († 1394), österreichischer Dombaumeister des Stephansdoms
- Muratore, Bruno (* 1967), italienischer Poolbillardspieler
- Muratore, Lucien (1878–1954), französischer Opernsänger (Tenor)
- Muratore, Salvatore (* 1946), italienischer Geistlicher, emeritierter römisch-katholischer Bischof von Nicosia
- Muratori, Domenico Maria, italienischer Maler und Radierer
- Muratori, Georg (1875–1929), österreichischer Theaterschauspieler
- Muratori, Lodovico Antonio (1672–1750), italienischer Gelehrter und Geistlicher
- Muratori, Teresa (1661–1708), italienische Malerin und Musikerin
- Muratov, Anatoli (* 1988), deutscher Boxer
- Muratović, Alen (* 1979), montenegrinischer Handballspieler
- Muratovic, Edvin (* 1997), luxemburgischer Fußballspieler
- Muratović, Samir (* 1976), bosnisch-herzegowinischer Fußballspieler
- Muratow, Dmitri Andrejewitsch (* 1961), russischer JournalistDmitri Andrejewitsch Muratow (* 1961)

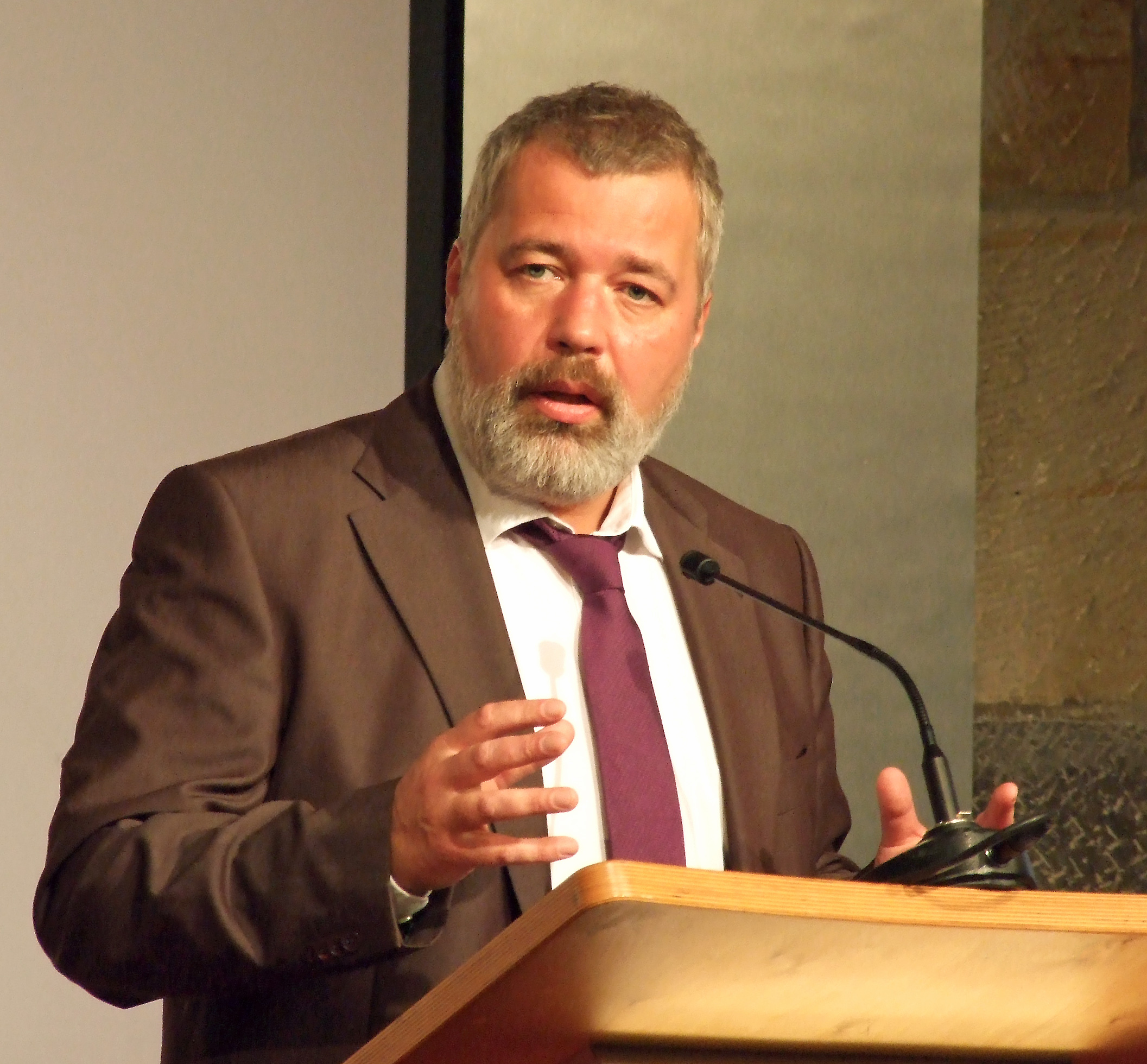
Dmitri Andrejewitsch Muratow (* 1961)

- Muratow, Jewgeni Minerafissowitsch (* 1981), russischer Eishockeyspieler
- Muratow, Michail Wladimirowitsch (1908–1982), sowjetischer Geologe
- Muratow, Walentin Iwanowitsch (1928–2006), sowjetischer Turner
- Muratow, Waleri Alexejewitsch (* 1946), sowjetischer Eisschnellläufer
- Muratowa, Jelena Igorewna (* 1986), russische Freestyle-Skierin
- Muratowa, Kira (1934–2018), sowjetische bzw. ukrainische FilmregisseurinKira Muratowa (1934–2018)

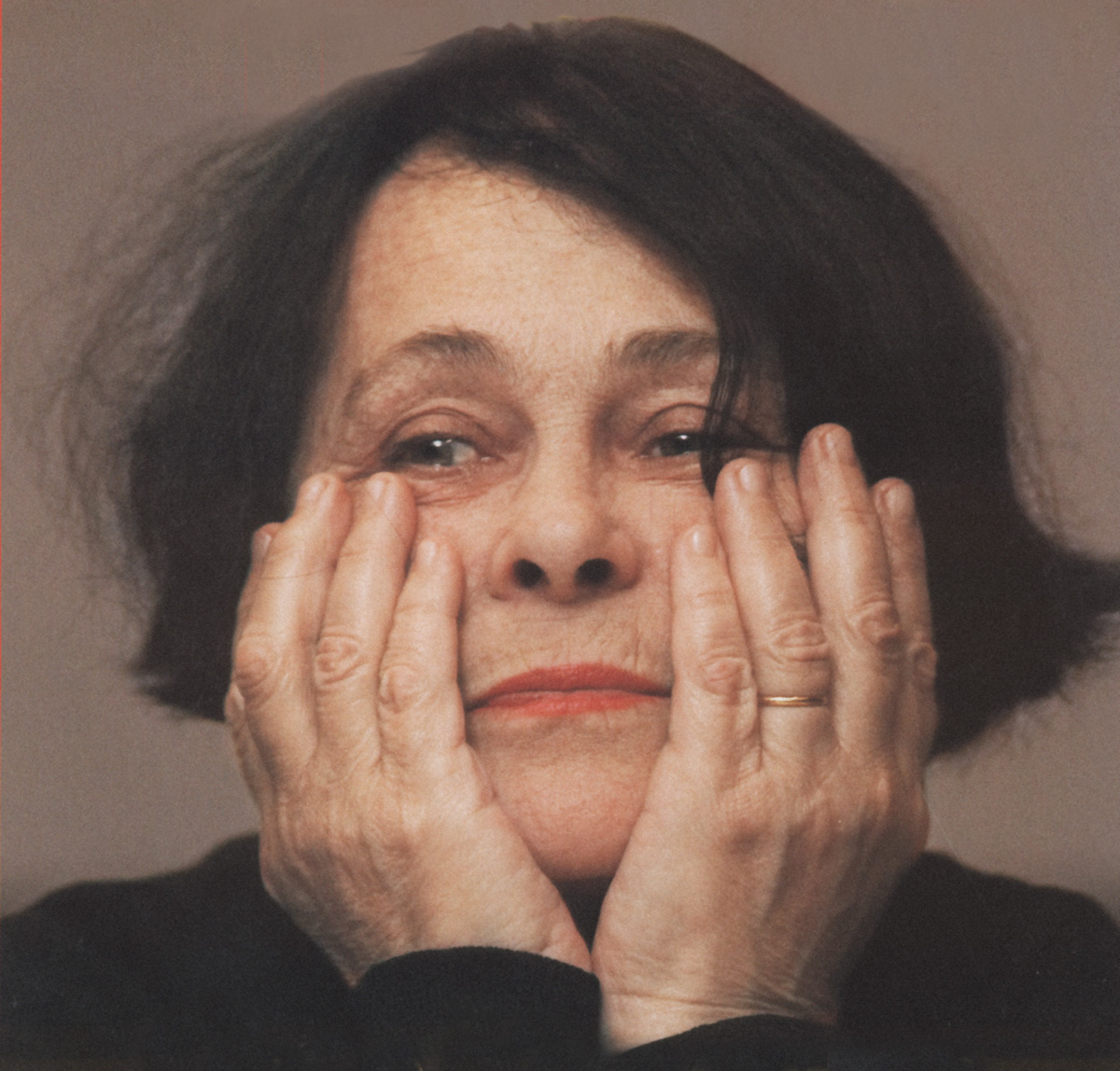
Kira Muratowa (1934–2018)

- Muratowa, Sofja Iwanowna (1929–2006), sowjetische Turnerin
- Muratowa, Xenija Michailowna (1940–2019), Kunsthistorikerin auf dem Gebiet der Mediävistik

### Murau
- Mürau, Christian (* 1967), deutscher Fernsehmoderator
- Mürau, Georg (1888–1963), deutscher Flugpionier
- Murau, Sylvester (1907–1956), deutscher Major des MfS
- Murauer, Friedl (* 1938), österreichische Hürdenläuferin und Sprinterin
- Murauer, Herbert, österreichischer Bühnen- und Kostümbildner
- Murauer, Walter (* 1948), österreichischer Politiker (ÖVP), Abgeordneter zum Nationalrat
- Murauskas, Romualdas (1934–1979), sowjetischer Boxer

### Murav
- Muravschi, Valeriu (1949–2020), moldauischer Politiker und Regierungschef

### Muraw
- Murawiew, Konstantin (1893–1965), bulgarischer Politiker und Ministerpräsident
- Murawjew-Isotow, Daniil Maximowitsch (* 2008), russischer Schauspieler
- Murawjow, Alexander Nikolajewitsch (1792–1863), russischer Stabsoffizier und Politiker
- Murawjow, Andrei Nikolajewitsch (1806–1874), russischer Kirchenhistoriker und Dichter
- Murawjow, Dmitri (* 1979), kasachischer Radrennfahrer
- Murawjow, Matwei Iwanowitsch (1784–1836), russischer Marineoffizier und Forschungsreisender
- Murawjow, Michail Nikolajewitsch (1845–1900), russischer Diplomat und Politiker
- Murawjow, Nikita Michailowitsch (1796–1843), russischer Dekabrist
- Murawjow, Nikolai Nikolajewitsch (1794–1866), russischer General im Krimkrieg
- Murawjow, Wjatscheslaw (* 1982), kasachischer Sprinter
- Murawjow, Wladimir (* 1959), sowjetischer Sprinter und Olympiasieger
- Murawjow-Amurski, Nikolai Nikolajewitsch (1809–1881), russischer Staatsmann und Diplomat
- Murawjow-Apostol, Sergei Iwanowitsch (1795–1826), russischer Führer des Dekabristenaufstands
- Murawjow-Wilenski, Michail Nikolajewitsch (1796–1866), russischer Staatsmann und Diplomat
- Murawjowa, Alexandra Grigorjewna (1804–1832), Ehefrau des Dekabristen Nikita Michailowitsch Murawjow
- Murawjowa, Irina Wadimowna (* 1949), russische und sowjetische Schauspielerin
- Murawjowa, Ljudmila Nikolajewna (* 1940), sowjetisch-russische Leichtathletin
- Murawjowa, Nadeschda Konstantinowna (* 1980), russische Handballspielerin und -trainerin
- Murawka, Bob (* 1960), deutscher Hörfunkmoderator und Musikredakteur
- Murawlenko, Wiktor Iwanowitsch (1912–1977), sowjetischer Geologe, Manager und Hochschullehrer
- Murawljow, Alexei Alexejewitsch (1924–2023), sowjetischer bzw. russischer Komponist
- Murawski, Bob (* 1964), US-amerikanischer Filmeditor
- Murawski, Erich (1894–1970), deutscher Journalist, Offizier und Archivar
- Murawski, Friedrich (1898–1945), römisch-katholischer Priester und Nationalsozialist
- Murawski, Fritz Anton (1879–1935), Mitglied des Provinziallandtages der Provinz Hessen-Nassau
- Murawski, Hans (1915–1994), deutscher Geologe
- Murawski, Klaus-Peter (* 1950), deutscher Politiker (Grüne), Staatskanzleichef in Baden-Württemberg
- Murawski, Maciej (* 1974), polnischer Fußballspieler
- Murawski, Martin (* 1988), deutscher Handballspieler
- Murawski, Radosław (* 1994), polnischer Fußballspieler
- Murawski, Rafał (* 1981), polnischer Fußballspieler
- Murawski, Sebastian (* 1994), polnischer Fußballspieler
- Murawtschenko, Fedir (1929–2010), sowjetisch-ukrainischer Luftfahrtingenieur

### Muray
- Muray, Nickolas (1892–1965), US-amerikanischer Fotograf und JournalistNickolas Muray (1892–1965)

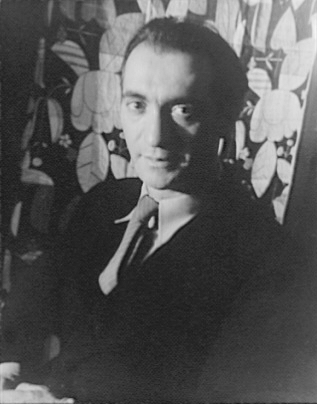
Nickolas Muray (1892–1965)

- Muray, Philippe (1945–2006), französischer Schriftsteller
- Murayama, Hitoshi (* 1964), japanischer Physiker
- Murayama, Kaita (1896–1919), japanischer Maler und Schriftsteller
- Murayama, Kōta (* 1993), japanischer Langstreckenläufer
- Murayama, Ryūhei (1850–1933), japanischer Herausgeber von Zeitungen und Politiker
- Murayama, Takuya (* 1989), japanischer Fußballspieler
- Murayama, Tatsuo (1915–2010), japanischer Politiker
- Murayama, Tetsuya (* 1974), japanischer Fußballspieler
- Murayama, Tomiichi (* 1924), 52. Premierminister von Japan
- Murayama, Tomohiko (* 1987), japanischer Fußballspieler
- Murayama, Tomoyoshi (1901–1977), japanischer Schriftsteller und Theaterleiter
- Murayama, Yūji (* 1965), japanischer Badmintonspieler
- Murayama, Yuka (* 1964), japanische Schriftstellerin
- Murayama, Yumi (* 1988), japanische Badmintonspielerin
- Murayama, Yūsuke (* 1981), japanischer Fußballspieler